# AnimalOlympic
Pour plus de détails, voir Fiche technique et Distribution.
AnimalOlympic (Animalympics) est un film d'animation de 1980 réalisé par Steven Lisberger et produit par Donald Kushner. Aux États-Unis, la Warner possède désormais les droits sur ce film.[réf. nécessaire] Sorti au moment des Jeux olympiques d'été de 1980 à Moscou, le film eut peu de succès à cause des nombreux boycotts qui eurent lieu en cette période de tension entre les États-Unis et l'URSS.
En France, le film a été diffusé en plusieurs parties lors des vacances de février 1992 à l'occasion des Jeux olympiques d'hiver sur FR3. Il est également sorti en VHS mais n'a pas bénéficié d'une réédition DVD.

## Synopsis
À l'occasion des premiers Jeux olympiques des animaux, Zoo, "la chaîne la moins bête", propose de diffuser l'évènement. Au programme, des interviews avec les sportifs, un impressionnant marathon de plusieurs jours, de la gymnastique au sol, du saut à la perche, du plongeon artistique, le tout sur la musique originale de Graham Gouldman, bassiste du groupe 10cc.

## Épreuves
- Marathon- Présenté par Barbara Wablers, l'autruche pipelette. Les Marathoniens se préparent à parcourir un long circuit tout autour de l'île où ont lieu les Jeux. Ce Marathon durera 40 jours de suite. C'est dans cette épreuve que se démarquent Kit Mambo la lionne africaine et René Fromage le bouc français, qui finiront l'épreuve main dans la main.
- Gymnastique au sol- Comprenant la magnifique performance de Tatyana Tushenko, une zibeline soviétique, et celle de Bruce Kwakimoto, un macareux japonais.
- Cheval d'Arçon- L'hippopotame allemande Ilsa Blintz, directrice d'un centre d'amaigrissement pour jeunes hippopotames, tentera sa chance au cheval d'Arçon.
- Barres asymétriques- Épreuve à laquelle participe une éléphante soviétique, Ludmilla Steponyatova.
- Patinage artistique- Avec un couple soviétique poule/lézard et la jeune américaine Dorrie Turnell, un flamant rose dont les fans ne se comptent plus.
- Saut en hauteur, saut à la perche- Pour cette épreuve, la grenouille polonaise Boris Amphibiensky et le crocodile américain Bolt Jenkins tenteront leur chance dans cette épreuve aux hauteurs exagérément grandes. Notamment une hallucinante hauteur de 23 mètres à la perche .
- Lancer du disque, lancer du poids, javelot, relai et cyclisme -Ces épreuves sont réunies en un clip sur fond du morceau "We made it to the top".On distingue notamment un rhinocéros est-allemand lanceur de javelot, un match de hockey sur gazon Inde (des éléphants) contre Afghanistan (des lévriers afghans), des cyclistes sur piste, des marcheurs et un 3000 mètres steeple.
- Course au 100 m- Les quatre sportifs, dont Bolt Jenkins, vont utiliser leur vitesse impressionnante pour remporter la victoire. Jenkins donnera sa médaille à un lion africain.
- Football- Plusieurs matches, opposant les bassets allemands aux rats new-yorkais, puis les lamas chiliens opposés aux bassets.
- Course de slalom - Dans les montagnes de l'île, l'épreuve opposera Jimmy Ribbit, une petite grenouille à Kurt Wuffner, un basset allemand. Par la suite, au travers d'un flash spécial, on apprend que Kurt, en voulant faire une randonnée dans les montagnes de l'île, est à présent porté disparu. Celui-ci, épuisé et au bord de la mort, découvrira un petit village caché, Dogra-la, dans lequel il sera rapidement remis sur pied.
- Bobsleigh- Y participent les frères Calamari, des calamars italiens, et une équipe de gloutons américains.
- Hockey sur glace-Une épreuve violente dans laquelle se rencontreront une équipe d'ours québécois et une équipe de bœufs soviétiques. À mesure que les ours seront envoyés à l'infirmerie, l'un des joueurs, ivre de rage, marquera finalement le point décisif.
- 100 mètres natation-Dean Wilson, une loutre hippie, et grand favori dans les épreuves aquatiques, sera opposé sur la ligne d'eau à des adversaires redoutables, tels Ono Nono, l'énorme Orque japonais. Lors de cette épreuve, il est mentionné qu'en waterpolo, les calamars italiens ont battu les raies soviétiques en finale.
- Plongeon Artistique-Dean Wilson sera opposé au martin pêcheur Mexicain, Primo Cabeza (La tête la première). C'est lors de cette épreuve que notre loutre aura une vision sous marine un peu psychédélique.
- Descente en ski-Kurt Wuffner étant porté disparu, le sanglier français "bionique" Marcel Pourceau  (ancien champion de moto gravement blessé) est à deux doigts d'être médaillé d'or, malgré une prestation assez décevante. C'est sans compter sur la réapparition de Kurt, au beau milieu de l'épreuve, qui remportera la première place, avant de repartir pour Dogra-la.
- Boxe- Le match opposera le kangourou australien Joey Gongolong au buffle d'Europe de l'Est Janos Brushteckel.
- Basket-Un match entre les ours soviétiques et les chats américains.
- Volleyball-Les poules européennes rencontrent les homards asiatiques.
- Haltérophilie-Le taureau Wilhelm Cvet sera opposé à l'éléphant Ivan Disaventsky(dont la femme avait participé aux barres asymétriques).
- Escrime-Le phacochère français, Boar-Deaux gagnera contre le Duke Chardas, un petit écureuil volant hongrois, avant de se faire voler la vedette par la mystérieuse Contesse, une aigle agile et séduisante.

## Musiques
- Générique de début Le leitmotiv récurrent du film.
- Born to lose Qui explique le chemin qu'a parcouru Bolt Jenkins pour devenir le champion que l'on connait aujourd'hui.
- We made it to the top Clip dans lequel de nombreux sports sont représentés, comme le lancer du disque, de poids, de javelot…
- Go For It Le morceau funky joué à la discothèque l'Arche de Noé.
- Love's not for me Une vision de René Fromage, qui, à mesure qu'il court aux côtés de Kit Mambo, s'aperçoit qu'en se consacrant uniquement à sa passion, il est passé à côté de l'amour.
- Away from it all Kurt Wuffner, perdu dans les montagnes de l'île, découvre un havre de paix, Dogra-la.
- Underwater Fantasy Une vision sous marine psychédélique de Dean Wilson alors qu'il saute du plongeoir.
- With You I Can Run Forever René a enfin craqué sous le charme de sa rivale, Kit. Ils continuent le marathon main dans la main jusqu'à la ligne d'arrivée, et plus loin encore…

## Production
Le réalisateur, Steven Lisberger, est surtout célèbre pour avoir réalisé le film Tron (1982).  Lisberger avait fondé son propre studio, les Steven Lisberger Studios, en 1973 à Boston. Il développe un intérêt pour l'animation et les images générées par ordinateur. L'artiste Roger Allers indique dans le documentaire The Making of Tron présent dans le DVD collector que les premières productions du studio de Lisberger comptent des publicités télévisuelles et l'émission Sesame Street. Lisberger est alors connu pour des publicités pour la marque de chewing-gum Bubblicious (en) lancée en 1977. Il réalise aussi une publicité avec un guerrier lumineux en forme de néon dessiné par John Norton sur un fond noir. La principale production du studio reste AnimalOlympic vendue à NBC pour laquelle le studio a dû déménager à Venice en Californie afin d'engager un plus grand nombre d'animateurs,. Ce film réalisé pour les Jeux olympiques d'été de 1980 à Moscou n'a pas eu le succès escompté en raison du boycott américain à la suite de l'invasion de l'Afghanistan par l'Union soviétique en 1979. Le second projet de Lisberger a été déposé en 1978 auprès de l'office américain des droits d'auteurs et s'intitule Futurebowl, dépôt est au nom du studio. Les deux projets de Lisberger capitalisent sur les événements de l'époque, les jeux olympiques et le marché émergeant des jeux vidéos.
Brad Bird, le réalisateur des films Les Indestructibles, Ratatouille et Mission impossible : Protocole Fantôme, faisait à l'époque partie de l'équipe d'animateurs du film.
En raison du boycott des Jeux olympiques d'été de 1980 à Moscou, la production d'AnimalOlympic est stoppée courant 1980 et en raison de la très faible diffusion des épisodes produits, vu que NBC n'avait aucune compétition avec l'équipe américaine à retransmettre, fait écrire à Kallay que « le film a été produit mais n'a jamais vu la lumière du jour. » Le studio Lisberger avec un tel fiasco a failli fermé dura nt l'été 1980 et a cherché à s'adosser à un studio plus important pour survivre et produire Tron.

## Clins d'œil
Le film est bourré de clins d'œils faits ne serait ce qu'au niveau du nom de certains présentateurs ou sportifs.
Par exemple
- le joueur de foot Pelé est représenté sous les traits d'un chien et se nomme "Melé",
- Le commentateur des épreuves de natation, Marc Spritz, n'est autre que le nageur Mark Spitz,
- Barbara Wablers, l'autruche, est Barbara Walters, une présentatrice et productrice américaine,
- Le nom de l'entraineur de René Fromage, Toulouse LaTrac, n'est autre qu'une anagramme de l'illustrateur Toulouse Lautrec, etc.